# Kostel svatého Jakuba Staršího (Zápy)
Pozdně barokní kostel svatého Jakuba Staršího (Většího) je dominantou obce Zápy. Je chráněn jako kulturní památka České republiky.

## Historie a popis
První zmínka o kostele v Zápech pochází z roku 1329, od roku 1384 je tento zmiňován jako kostel farní. Původní zápský chrám byl zděný, uvnitř vybílený a měl vysokou kamennou věž. Na jižní straně byla později postavena zvonice, která se zachovala dodnes. Presbytář chrámu byl klenutý, loď měla strop tabulový, oltáře byly tři. Současnou podobu získal kostel po roce 1750, kdy byl chrám od základů přestavěn podle původního návrhu Kiliana Ignáce Dientzenhofera.
Loď kostela je 30 metrů dlouhá a 19 metrů široká. Kostel má v přední části lodě kryptu. Nad hlavním vchodem, který se nyní nepoužívá, je socha sv. Jakuba nesoucí letopočet 1770. Hlavní oltář je vyzdoben obrazem Stětí sv. Jakuba od Filipa Leutnera z roku 1769. Levý boční oltář je zasvěcen Andělu Strážci. Pravý boční oltář je zasvěcen Janu Nepomuckému. Vedle vchodu býval umístěn vzácný, na dřevě malovaný epitaf Mikuláše Bryknara z Brukštejna pocházející z roku 1590. Nyní je zapůjčen a vystavován na brandýském zámku a v kostele jej nahradila zmenšená fotografie. Vlevo od hlavního oltáře je barokní kazatelna, na které jsou reliéfy znázorňující výjevy ze života sv. Jakuba Staršího, úplně vpravo cestu ostatků světce z Palestiny do Santiaga de Compostela. Dřevěné kostelní lavice jsou intarzované. Kůr kostela nese funkční varhany. Z původního chrámu se zachovaly landštejnské náhrobky s erbem s pětilistou růží v zádveří bočního vstupu do kostela.
Kostel je obehnán barokní ohradní zdí s hřbitovní branou. Ke kostelu patří již zmíněná samostatná kamenná zvonice, asi z 16. století, ve které jsou nyní dva zvony (zvonice původně nesla zvony tři). Velký zvon Panny Marie nese reliéf staroboleslavského Palladia a pochází pravděpodobně z konce 18. století. Menší, starší (ze 14. století?) zvon Evangelistů je tzv. umíráček.
V severovýchodním rohu hřbitova se nachází zajímavá márnice. Pravděpodobně byla postavena zároveň s kostelem a soudí se, že i architekt byl týž. Pod márnicí je kostnice, kam se ukládaly ostatky ze zrušených hrobů a kosterní nálezy z okolních polí (v okolí Záp se dodnes nacházejí hroby z třicetileté války).
Na hřbitově, uprostřed kterého kostel stojí, se již několik desetiletí nepohřbívá, je ale upravený a je otevřený trvale. Dva nejstarší náhrobky se nacházejí poblíž vchodu na hřbitov. Jeden je ve tvaru srdce (vpravo od vchodu), druhý (vlevo) je se staroboleslavskou Pannou Marií.
Za komunismu byl kostel zavřený a jen pustl. Po roce 1989 byly provedeny nejnutnější opravy, byla opravena okna a střecha. Kostel by však potřeboval celkovou rekonstrukci.

## Bohoslužby
Bohoslužby se zde konají 1. sobotu v měsíci.